# Gulvtæppe
Et gulvtæppe er et tæppe beregnet til at lægge på gulvet.
Nogle gulvtæpper fås i standardstørrelser og andre kan købes i metermål og skæres eller klippes til i værelset eller rummet. De sidste kaldes væg-til-væg-tæpper.
I Danmark finder man meget begrænset brug af gulvtæppe fra 1500- og 1600-tallet.
Fra begyndelsen af 1800-tallet begynder man at se småtæpper og større tæpper i borgerlige hjem. 
Det er først i 1900-tallet, at gulvtæpper bliver udbredt i mindre velhavende hjem.
Statsminister Poul Schlüter sagde i Tamil-sagen: "Der er ikke fejet noget ind under gulvtæppet."